# Langues bayono-awbono
Les langues bayono-awbono sont une famille de langues papoues parlées en Indonésie, dans la province de Papouasie.

## Classification
Les langues bayono-awbono ont été documentées pour la première fois par Mark Donohue en 1998. Les listes de vocabulaire qu'il a pu collecter sont restées inédites à ce jour, rendant difficile les travaux de recherche pour relier éventuellement le bayono-awbono à d'autres familles de langues papoues.

## Liste des langues
Les deux langues bayono-awbono sont :
- bayono
- awbono